# Осиновый жёлтый пилильщик
Осиновый жёлтый пилильщик (лат. Cimbex luteus) — вид перепончатокрылых из семейства булавоусых пилильщиков.

## Распространение
Распространён на территории Палеарктического региона.

## Экология
Личинки питаются листьями некоторых видов рода ивы (Salix), например, ива белая (Salix alba), ива мирзинолистная (Salix myrsinifolia) и ива козья (Salix caprea), а также листьями осины (Populus tremula).

## Галерея

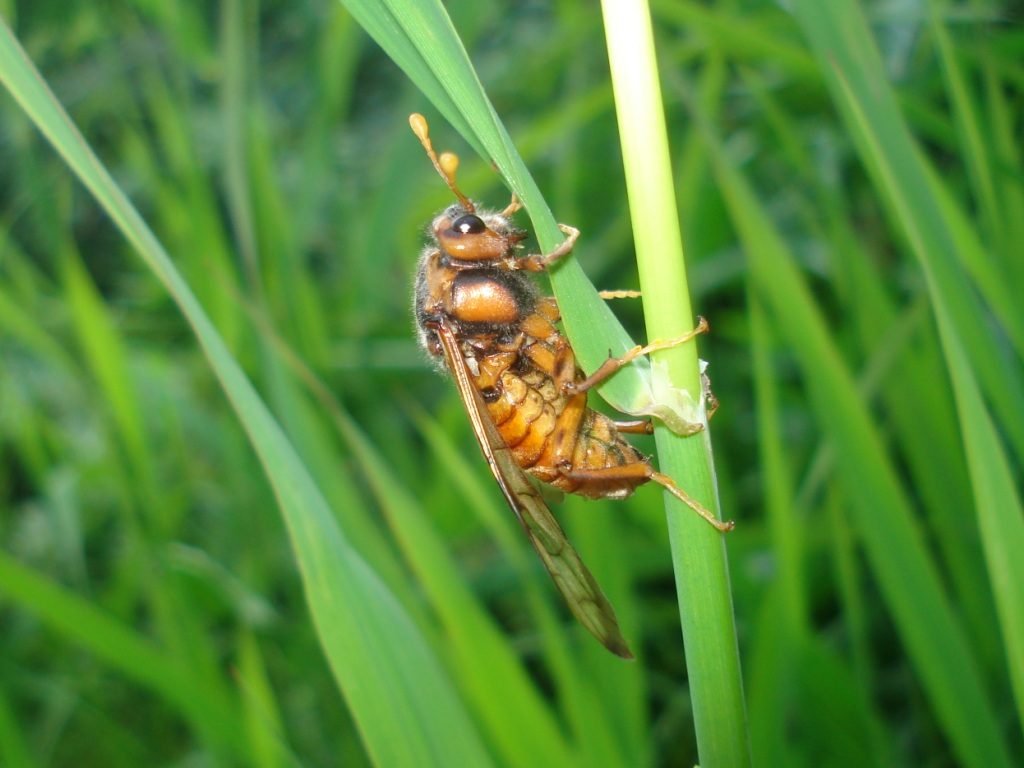
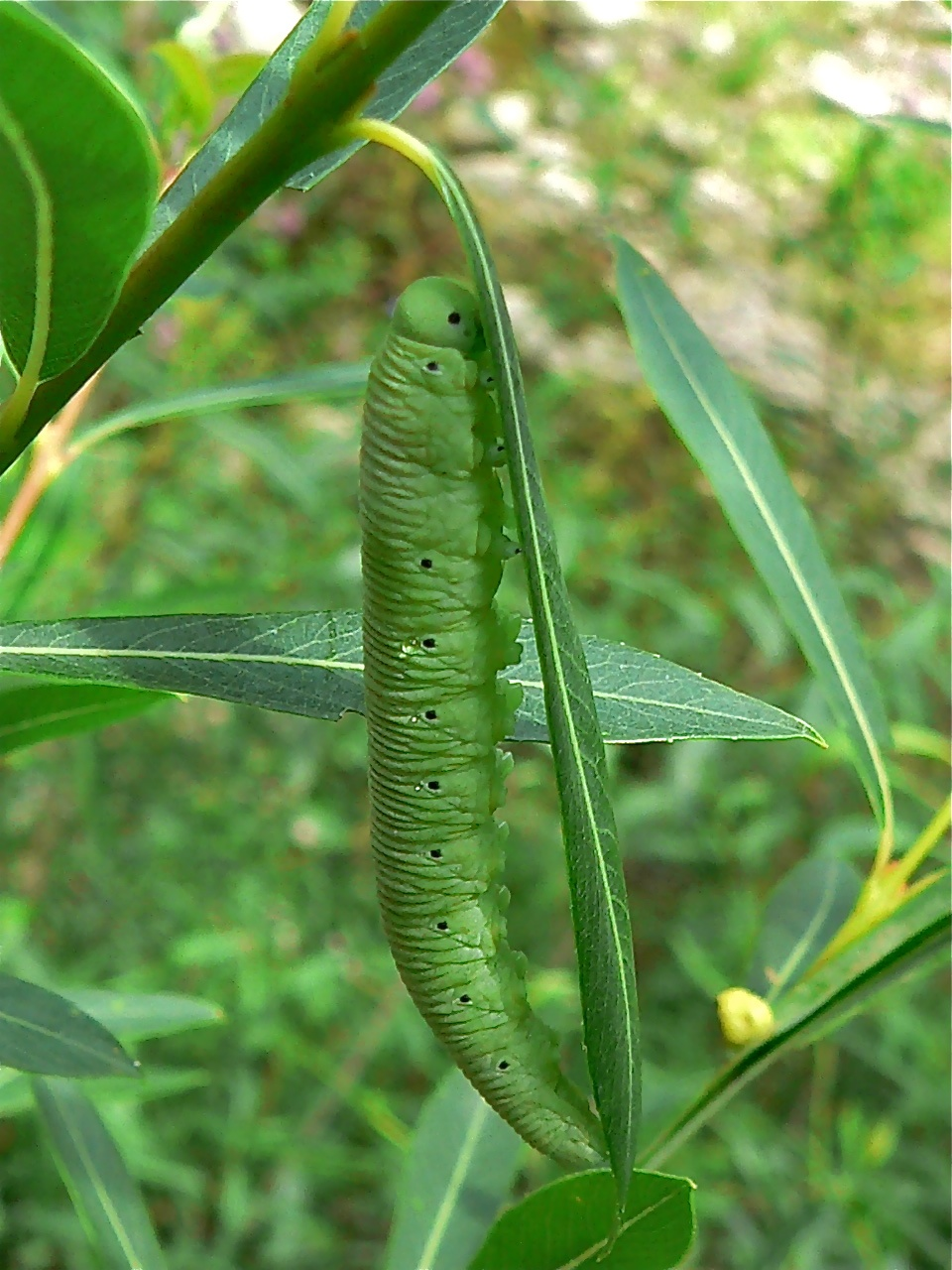
Личинка